# زهان (قلعه‌گنج)
زهان، روستایی در دهستان چاه دادخدا بخش چاه دادخدا شهرستان قلعه‌گنج در استان کرمان ایران است.

## جمعیت
بر پایه سرشماری عمومی نفوس و مسکن در سال ۱۳۹۵، جمعیت این روستا برابر با ۱۹۴ نفر (۵۴ خانوار) بوده‌است.